# خالد الخضري
خالد محمد الخضري ويشتهر خالد الخضري (مواليد الطائف، السعودية) هو كاتب وباحث وصحفي وإعلامي سعودي.

## دراسته
درس في كافة المراحل الدراسية في مدينة الطائف حيث ولد، وحصل على البكالوريوس في اللغة من جامعة الطائف كذلك. حصل على درجة الماجستير في جامعة الإمام محمد بن سعود الإسلامية برسالة بموضوع القضايا التربوية في الصحافة الجامعية السعودية.

## حياته العملية
عمل أستاذًا لفلسفة الإعلام في جامعة الإمام محمد بن سعود الإسلامية. وعمل مدربًا ومستشارًا إعلاميًا بأكاديمية الأمير أحمد بن سلمان للإعلام التطبيقي بالرياض، ومستشار تدريب غير متفرغ بأكاديمية فكر للتدريب بالدمام، كما تعاون مع إدارة التدريب التربوي والابتعاث بالرياض في تدريب المعلمين على أساليب التدريس الفعال وغيرها من البرامج. وهو أحد مؤسس قناة فكرة للتدريب الأكاديمي.
إعلاميًا، عمل معدًا ومقدم برامج في التلفزيون السعودي بالقناة الأولى، ومن برامجه البرنامج الأسبوعي «شباب وطموح». وترأس تحرير قطاع الأخبار في القناة الثقافية السعودية. وكان قد عمل مع قناة الرسالة وكان ضيفًا دائمًا بشكل أسبوعي، ثم قدم برنامجًا قصيرًا بعنوان «فكرة» اهتم بالجوانب التربوية وتطوير الذات. الخضري أيضًا باحث في المجال الإعلامي، وله سلسلة دراسات وبحوث إعلامية بعنوان «الصحافة فن ومهنة».
صحفيًا، عمل مراسلًا لمجلة المجالس الكويتية في السعودية، ثم لمجلات النهضة والسياسة والهدف الكويتية، ونشر بصحيفة الهدف الكويتية.
شارك في تطوير نص مسلسل «شير شات».

## مؤلفاته
- «نقطة ضعف»، 1989[6]
- «الحضارة الزائفة»، 1990
- «كوابيس المدينة»، 1996[7]
- «لوحة فوق الماء»، 1999[6]
- «امرأة من ثلج»، 1999[8]
- «سيدة المرايا»، 2002[9]
- «عطر أرواحنا»، 2007[10]
- «فن الخبر الصحفي: الخبر في الصحافة السعودية نموذجا»، 1428هـ[11]
- «تسع نساء» (قصص قصيرة جدًا)، 2009[12][13]
- «جوانا» (رواية)، 2010[14]
- «رعشة جسد» (رواية)، 2011[15]
- «أجساد نارية» (قصص قصيرة)، 2014[16]
- «خطابات مؤثرة في الصحافة السعودية»، 2014[17][17]